# Andrena carolinensis
Andrena carolinensis är en biart som beskrevs av Mitchell 1960. Andrena carolinensis ingår i släktet sandbin, och familjen grävbin. Inga underarter finns listade i Catalogue of Life.